# Oliarus mauiensis
Oliarus mauiensis är en insektsart som beskrevs av Giffard 1925. Oliarus mauiensis ingår i släktet Oliarus och familjen kilstritar. Inga underarter finns listade i Catalogue of Life.